# Andreas Geipel
Andreas Geipel (* 2. November 1979 in Landshut) ist ein ehemaliger deutscher Eishockeyverteidiger, der zuletzt beim EV Landshut in der Eishockey-Oberliga unter Vertrag stand.

## Karriere
Andreas Geipel begann seine Profikarriere in der Saison 1998/99 in der 2. Bundesliga beim TSV Erding. Allerdings musste er mit seinem Team gleich in dieser Saison in die Oberliga absteigen. Nach einer Saison im Oberliga-Team des TSV Erding wechselte Geipel zu den Landshut Cannibals, mit denen er zwei Jahre später die Oberliga-Meisterschaft gewann und in die 2. Eishockey-Bundesliga aufstieg. In der 2. Liga steigerte sich Geipel zu einem der besten deutschen Verteidiger der Liga und bildete jahrelang mit Kamil Ťoupal ein Verteidigerpaar. In sechs Zweitliga-Spielzeiten in Landshut erreichte Geipel in jeder Saison die Playoffs und wurde zweimal Vizemeister. Zur Saison 2008/09 wechselte er zu den Bietigheim Steelers, mit denen ihm der Gewinn der Zweitliga-Meisterschaft gelang. In der Saison 2011/12 kehrte Andreas Geipel zu den Landshut Cannibals zurück. Zum Ende der Saison 2016/17 beendete Geipel seine Karriere.

## Erfolge und Auszeichnungen
- 2002 Meister der Eishockey-Oberliga mit dem EV Landshut
- 2009 Meister der 2. Eishockey-Bundesliga mit den Bietigheim Steelers